# 李世賢
李 世賢（り せいけん、Lǐ Shìxián、1834年 - 1865年）は、太平天国の指導者の一人。広西省梧州府藤県出身。忠王李秀成の従弟にあたる。侍王に封ぜられた。
太平天国は天京事変と翼王石達開の離脱で、深刻な人材の不足に陥った。李世賢は勇壮をもって重用され、咸豊8年（1858年）に左軍主将に任命され、咸豊10年（1860年）に侍王に封ぜられた。同年の第二次江北大営攻略・第二次江南大営攻略に参加し、咸豊11年（1861年）には浙江省に進軍して金華を陥落させ、ここを太平天国の浙江の根拠地とした。しかし同治元年（1862年）に天京が湘軍に包囲されたため、金華には部下の李尚揚を残して、天京へと向かった。
同治3年（1864年）、天京の食糧不足が深刻となり、食糧確保のため江西省を転戦していたが、7月に天京が陥落した。幼天王洪天貴福は李世賢軍に合流しようとしたが、李世賢は広東省にいたため果たすことができず清軍に捕らわれた。李世賢は福建省を転戦し、10月には漳州を占領して根拠地にしようとしたが、左宗棠の猛攻にあい、同治4年（1865年）5月に壊滅し、部下の劉肇鈞や潘起亮を失った。8月に広東省鎮平の康王汪海洋の率いる太平天国軍の下に逃れたが、数日後に汪海洋に殺害されてしまった。